# Окура (Ямаґата)

38°42′15″ пн. ш. 140°13′50″ сх. д. / 38.70417° пн. ш. 140.23056° сх. д.
О́кура (яп. 大蔵村, おおくらむら, МФА: [oːkuɾa muɾa]) — село в Японії, в повіті Моґамі префектури Ямаґата. Станом на 1 жовтня 2008 площа села становила 211,59 км². Станом на 1 січня 2009 населення села становило 3915 осіб.